# Нектарий (Коробов)
Епископ Нектарий (в миру Константин Константинович Коробов; 2 января 1942 года, Запорожская область — 19 ноября 1994 года, Саратов) — епископ Русской православной церкви, епископ Саратовский и Вольский.

## Биография
Из семьи рабочих. В 1944 году мать привезла его в Бежецк, где он поступил в школу.
В тринадцать лет он начал прислуживать в алтаре Спасо-кладбищенского храма. В 1955 году Константин посещает Свято-Троицкую Сергиеву Лавру, которая «произвела на меня такое сильное впечатление, что я после вечерних молитв просил Господа, чтобы ночью мне приснилась Лавра». Никому не говоря, он начинает готовиться к поступлению в семинарию.
По воспоминаниям прихожанки Галины Сергеевны Васильевой: «Про Костю несколько раз писали в школьной газете. Учителя стали ставить двойки, и однажды директор школы Первухин Пётр Николаевич сказал ему: „Я тебе сделаю так, что семинарии тебе не видать“. Выгнать из школы они не могли, но оставили на второй год (если не ошибаюсь, то в 9 классе). Костя забирает документы и поступает в школу рабочей молодёжи, которая была вечерней в железнодорожной школе. Но принимали только работающую молодёжь. Он устраивается на работу в завод АГО (ныне АСО) разнорабочим»
По окончании средней школы в 1962 году поступил в Московскую духовную семинарию, затем в Московскую духовную академию, которую окончил в 1970 году. Лучшим его другом в стенах лавры был Николай Савин (впоследствии митрополит Псковский и Великолукский Евсевий).
В 1969 году возведён в сан диакона, в 1970 — во иерея, после чего до 1975 года служил в родном Спасском храме города Бежецка Тверской епархии.
В 1975—1978 годах был настоятелем Троицкого кафедрального собора в Твери.
С 1978 года — настоятель Михаило-Архангельского собора в Сочи.
В 1987 году в числе паломников ездил на Святую Пятидесятницу в Святую Землю.
Был награждён митрой. Являлся благочинным сочинского округа.
26 февраля 1994 года протоиерею Константину Коробову по пострижении в монашество определено быть епископом Саратовским и Вольским. Сочинские прихожане собрали 5 тысяч подписей под просьбой Патриарху с просьбой оставить епископа Нектария возглавлять их епархию.
15 марта 1994 года архиепископом Исидором (Кириченко) пострижен в монашество с именем Нектарий в честь преподобного Нектария Бежецкого.
26 марта 1994 года в Богоявленском кафедральном соборе Москвы рукоположён во епископа Саратовского и Вольского. Хиротонию совершили: Патриарх Алексий II, митрополит Крутицкий и Коломенский Ювеналий (Поярков), митрополит Ростовский и Новочеркасский Владимир (Котляров), архиепископ Гродненский и Волковысский Валентин (Мищук), архиепископ Краснодарский и Новороссийский Исидор (Кириченко), архиепископ Солнечногорский Сергий (Фомин), епископ Тверской и Кашинский Виктор (Олейник), епископ Истринский Арсений (Епифанов), епископ Барнаульский и Алтайский Антоний (Масендич).
За то короткое время, когда он был архиереем открывал, освящал новые храмы: Дмитрия Солунского в Саратовском химическом училище, Иоанна Крестителя — в медсанчасти шарикоподшипникового завода; закладка и освящение первых камней для строительства новых храмов в Саратове и в области. Включался в административную работу, решал задачи обновления аппарата епархиального управления, наладил контакты с местной администрацией, областной Думой, с директорским корпусом. Убедил местные власти в необходимости передать здание консистории для размещения там епархиального управления. Проповедовал, беседуя на религиозные темы со всеми, нуждающимися в этом. Несмотря на огромную занятость в деле управления епархией, старался как можно больше обращать внимания на жизнь Саратовской духовной семинарии, заботился о ее нуждах, следил за учебным процессом, посещал занятия и экзамены.
Тем, не менее, по воспоминаниям протоиерея Михаила Беликова: «он не успел ни войти в курс дела, ни наладить епархиальную жизнь». Сменившему его на кафедре архиепископу Александру (Тимофееву) пришлось практически с нуля организовывать работу Епархиального управления, набирать штат сотрудников.
19 ноября 1994 года погиб в автокатастрофе. 22 ноября в Троицком кафедральном соборе Саратова архиепископ Краснодарский и Кубанский Исидор возглавил его отпевание. Похоронен в Саратове в ограде Троицкого собора. Ежегодно в годовщину кончины Епископа Нектария у его могилы совершается заупокойная лития.